# Teppei Yachida
Teppei Yachida (谷内田 哲平 Yachida Teppei?), född 1 november 2001 i Niigata prefektur, är en japansk fotbollsspelare.
Yachida började sin karriär 2020 i Kyoto Sanga FC.